# Cirilo Escalona
Cirilo Escalona Williams (Colón, 19 novembre 1963 – giugno 2015) è stato un cestista panamense.

## Carriera
Con Panama ha disputato i Campionati mondiali del 1986.